# Anua
Anua là một chi bướm đêm trong họ Erebidae.

## Các loài
- Anua adusta
- Anua albescens
- Anua alorensis
- Anua alticola
- Anua ambigua
- Anua amideta
- Anua amplior
- Anua ancilla
- Anua anguligera
- Anua anomala
- Anua arfaki
- Anua cameronis
- Anua camptogramma
- Anua cancellata
- Anua circumferens
- Anua clementi
- Anua cognata
- Anua coronata
- Anua costiplaga
- Anua cuprea
- Anua dargei
- Anua david
- Anua davidoides
- Anua despecta
- Anua dianaris
- Anua dilecta
- Anua discriminans
- Anua disjungens
- Anua expedita
- Anua extincta
- Anua feminicolorata
- Anua feminis
- Anua fervida
- Anua fijiensis
- Anua finifascia
- Anua fumida
- Anua gonoptera
- Anua grandidieri
- Anua hampsoni
- Anua hituensis
- Anua hopei
- Anua hypoxantha
- Anua inangulata
- Anua indiscriminata
- Anua indistincta
- Anua intacta
- Anua kebea
- Anua kenricki
- Anua keyensis
- Anua leonina
- Anua lilaceo-fasciata
- Anua mabillei
- Anua magica
- Anua mejanesi
- Anua melaconisia
- Anua mimetica
- Anua nocturnia
- Anua novenaria
- Anua obhaerens
- Anua obsolescens
- Anua ochracescens
- Anua ochrifusca
- Anua olista
- Anua overlaeti
- Anua pallescens
- Anua pallidula
- Anua parcemacula
- Anua pelor
- Anua ponderosa
- Anua producta
- Anua prunicolor
- Anua punctiquadrata
- Anua purpurascens
- Anua purpuritincta
- Anua pygospila
- Anua rectificata
- Anua recurvata
- Anua reducta
- Anua rogata
- Anua rubicunda
- Anua rubrescens
- Anua rufescens
- Anua salita
- Anua samoënsis
- Anua satanas
- Anua selenaria
- Anua selenaris
- Anua sherlokensis
- Anua subdiversa
- Anua sublutea
- Anua tempica
- Anua terminata
- Anua tettensis
- Anua timorensis
- Anua tongaensis
- Anua trapezium
- Anua triphaenoides
- Anua tumidilinea
- Anua tumiditermina
- Anua umbrilinea
- Anua wahlbergi
- Anua welwitschi
- Anua verecunda
- Anua violascens
- Anua violisparsa
- Anua viridipicta
- Anua xylochroa